# Вулиця Леоніли Заглади
Ву́лиця Леоніли Заглади — вулиця в Дарницькому районі міста Києва, місцевість Бортничі. Пролягає від Демидівської до Лісної вулиці.

## Історія
Вулиця виникла в середині XX століття під назвою вулиця Чапаєва, на честь радянського воєначальника, комдива Василя Чапаєва.
Сучасна назва на честь, етнолога, української дослідниці народної культури Леоніли Заглади — з 2016 року.